# Carl Verbraeken
Carl Verbraeken (Antuérpia, 18 de setembro de 1950) é um compositor belga.

## Biografia
Verbraeken estudou  piano com Robert Steyaert e composição musical com Peter Cabus no Conservatório Real de Bruxelas. É, desde 2011, Presidente da União dos Compositores Belgas.